# 슈미들리사슴쥐 (셈포알테펙사슴쥐속)
슈미들리사슴쥐(Habromys schmidlyi)는 비단털쥐과에 속하는 설치류의 일종이다. 멕시코에서만 발견된다. 자연 서식지는 해발 1,800m 이상의 운무림이다.